# فیلم گانگستری
فیلم گانگستری (به انگلیسی: Gangster film) فیلمی است متعلق به ژانری که بر باند خلافکاران و جرائم سازمان‌یافته تمرکز دارد. این یک زیرژانر از فیلم جنایی است که ممکن است شامل سازمان‌های جنایی بزرگ یا باندهای کوچکی باشد که برای انجام یک عمل غیرقانونی خاص تشکیل شده‌اند. این ژانر با وسترن و باندهای آن ژانر متمایز است.

جیمز کاگنی در فیلم فرشتگانی با چهره‌های کثیف (۱۹۳۸)

انستیتوی فیلم آمریکا این ژانر را به این صورت تعریف می‌کند: «با محوریت جنایات سازمان‌یافته یا جنایتکاران بداخلاق در یک محیط قرن بیستم».
این ژانر در جنبش جدید هالیوود پس از آن احیا شد. آثار همچون؛ بانی و کلاید محصول ۱۹۶۷ ساخته آرتور پن، پدرخوانده محصول سال ۱۹۷۲ و پدرخوانده: قسمت دوم در سال ۱۹۷۴ که هر دو اثر فرانسیس فورد کاپولا می‌باشد. صورت‌زخمی محصول ۱۹۸۳ اثر برایان دی پالما، یا فیلم رفقای خوب اثر مارتین اسکورسیزی. در این فیلم‌ها ظهور و سقوط یک اوباش را به مخاطب نشان می‌دهد.